# 巴什库尔季斯坦
巴什库尔季斯坦1917年至1919年俄罗斯内战时期存在的一个自治共和国，与俄罗斯国结盟，其领土包括今天俄罗斯的巴什科尔托斯坦共和国、车里雅宾斯克州、奥伦堡州、彼尔姆州和萨马拉州。1919年被并入巴什基尔苏维埃社会主义自治共和国。